# Liechtensteiner Cup 1996/97
Der Liechtensteiner Cup 1996/97 war die 52. Austragung des Fussballpokalwettbewerbs der Herren in Liechtenstein. Der FC Balzers gewann zum elften Mal den Titel.

## Teilnehmende Mannschaften
Folgende 14 Mannschaften nahmen am Liechtensteiner Cup teil:
| - FC Schaan - FC Schaan Azzurri - FC Vaduz - FC Vaduz II - FC Ruggell - FC Ruggell II - FC Triesenberg | - FC Triesenberg II - FC Balzers - FC Balzers II - USV Eschen-Mauren - USV Eschen-Mauren II - FC Triesen - FC Triesen II |

## 1. Runde
Der FC Vaduz und eine Mannschaft des FC Balzers hatten für diese Runde ein Freilos.
|                   | Ergebnis |                      |
| ----------------- | -------- | -------------------- |
| FC Ruggell        | 0:2      | FC Triesen           |
| FC Triesenberg II | 2:0      | USV Eschen-Mauren II |
| FC Triesen II     | 0:8      | FC Balzers 1         |
| FC Vaduz II       | 2:5      | FC Schaan            |
| FC Triesenberg    | 1:4      | USV Eschen-Mauren    |
| FC Ruggell II     | 2:0      | FC Schaan Azzurri    |

## Viertelfinale
|                   | Ergebnis |                   |
| ----------------- | -------- | ----------------- |
| FC Triesenberg II | 0:7      | FC Balzers        |
| FC Ruggell II     | 0:14     | FC Vaduz          |
| FC Balzers II     | 1:3      | USV Eschen-Mauren |
| FC Schaan         | 0:2      | FC Triesen        |

## Halbfinale
|                   | Ergebnis              |            |
| ----------------- | --------------------- | ---------- |
| FC Triesen        | 1:2                   | FC Vaduz   |
| USV Eschen-Mauren | 4:4 n. V. (1:3 i. E.) | FC Balzers |

## Finale
Das Finale fand am 8. Mai 1997 in Triesen statt.
| Datum      |            | Ergebnis  |          |
| ---------- | ---------- | --------- | -------- |
| 08.05.1997 | FC Balzers | 3:2 n. V. | FC Vaduz |